# Di notte sulle strade
Di notte sulle strade (Nachts auf den Straßen) è un film del 1952 diretto da Rudolf Jugert.

## Trama
Heinrich Schlüter è un camionista in difficoltà economiche. In viaggio di notte tra Monaco e Francoforte, è costretto a bloccarsi per un'auto rovesciata sulla strada. Sceso dall'automezzo, scopre il cadavere di un uomo e una borsa contenente ventimila marchi. Intenzionato a riconsegnare la borsa alla polizia che intanto sopraggiunge sul luogo dell'incidente, decide di tenerlo per sé quando viene a sapere che il denaro proveniva da un'attività criminale e che la polizia era in cerca di un secondo uomo, probabilmente un complice fuggito con la borsa. Proseguendo il viaggio, Heinrich incontra Inge che gli chiede un passaggio fino a Francoforte. La donna cerca per opportunismo di sedurre Heinrich ma lui, sposato e meno giovane di lei, rifiuta le avances. Dopo alcuni giorni i due si incontrano nuovamente: tra loro gradualmente si instaura una relazione e Heinrich comincia a spendere il denaro rubato: paga i suoi debiti, fa regali costosi a Inge, compra una pelliccia per la moglie e un orologio d'oro per la figlia facendo loro credere di aver vinto una lotteria e arriva a rivelare a Inge che sarebbe pronto a lasciare la moglie per lei. In realtà Inge è l'amante di Kurt, un piccolo contrabbandiere di merce rubata, e lo presenta a Heinrich come suo fratello. Kurt propone al camionista di trasportare della merce per suo conto e, nonostante l'iniziale rifiuto di quest'ultimo, lo costringe ad accettare con la minaccia di rivelare alla moglie la tresca con Inge. Heinrich, avendo scoperto che si tratta di merce "pericolosa", durante il viaggio provoca intenzionalmente un incidente che richiama l'attenzione della polizia. Tutti vengono arrestati ma, chiarite le cose e pagati i suoi danni, Heinrich ritorna dalla moglie chiedendole perdono.

## Riconoscimenti
- 1953 - Lola al miglior film